# Luật kết hôn nạn nhân hiếp dâm
Luật kết hôn nạn nhân hiếp dâm là luật về hiếp dâm phán rằng kẻ hiếp dâm sẽ không bị truy tố nếu hắn kết hôn với nạn nhân của mình. Mặc dù thuật ngữ cho hiện tượng này chỉ được đặt ra trong những năm 2010, trên thực tế nó được luật chống lại hiếp dâm trong nhiều hệ thống pháp luật ủng hộ trong suốt lịch sử. Vào cuối thế kỷ 20 và đầu thế kỷ 21, những luật lệ còn sót lại của loại này ngày càng bị thách thức và bãi bỏ ở một số quốc gia.

## Bối cảnh
Trong các xã hội gia trưởng, danh dự của một gia đình thường liên quan mật thiết đến sự trinh khiết của người phụ nữ. Những người ủng hộ luật kết hôn nạn nhân hiếp dâm cho rằng họ che chở người sống sót và gia đình cô khỏi sự hổ thẹn vì sự hiếp dâm. Những người phản đối tuyên bố rằng luật pháp khuyến khích sự miễn trừng phạt tội hiếp dâm, và làm cho nạn nhân bị hiếp dâm sống sót phải hy sinh thêm nữa. Vì vậy, giá trị xã hội của phụ nữ, như những người đề xuất quy cho danh dự gia đình, nữ tính trinh khiết và tình trạng hôn nhân, xung đột với tuyên bố của những người chống đối về quyền của phụ nữ về hạnh phúc cá nhân, tự do và tự chủ về tình dục.

## Lịch sử
Theo truyền thống nhiều nước, cuộc hôn nhân của người gây bạo lực và nạn nhân sau khi bị hiếp dâm thường được coi là một lối "giải quyết" thích hợp cho tình hình. Một điều khoản như vậy có thể được tìm thấy trong Sách Đệ Nhị Luật số 22: 28-29 (viết vào khoảng thế kỷ thứ 7 trước Công nguyên), trong đó quan hệ tình dục giữa một người nam và một người phụ nữ còn trinh chưa hứa hôn ngoài thành phố được xem là sai trái. Bất kể phụ nữ có đồng ý với hành vi tình dục hay không, hoặc chấp thuận kết hôn, người đàn ông được quyền lựa chọn kết hôn với cô ta bằng cách trả cho bố mẹ cô một khoản tiền để giải quyết vấn đề.
Ví dụ như ở châu Âu thời trung cổ, một người đàn ông có thể 'cưỡng hiếp' một người phụ nữ, sau đó cô ấy có thể chọn hoặc bị áp lực để kết hôn với kẻ tấn công cô, bởi vì cô ấy bị coi là hàng hóa bị hư hỏng, giảm triển vọng được kết hôn của mình. Tuy nhiên, trong bối cảnh cụ thể này, thuật ngữ 'hãm hiếp' cũng có thể đề cập đến sự trốn đi theo trai: một người phụ nữ đồng ý bị bắt cóc bởi người đàn ông mà cô yêu và vì vậy tránh phải xin phép cha mẹ để được cưới người yêu.
Trích dẫn những lệnh huấn thị của Kinh thánh (đặc biệt là Sách Xuất Hành 22: 16-17 và Sách Đệ Nhị Luật 22: 25-30), Calvinist Geneva (1536-1564) cha của một người phụ nữ độc thân được phép đồng ý cho cô ta kết hôn với người hãm hiếp cô, sau đó người chồng không có quyền ly hôn; người phụ nữ không có quyền riêng biệt được quy định rõ ràng được từ chối. Trong số các nền văn hoá cổ xưa trinh tiết được đánh giá cao, và một phụ nữ bị hãm hiếp có ít cơ hội kết hôn. Những luật này buộc kẻ hiếp dâm phải lo liệu cho nạn nhân của họ.
Ở một số nước Trung Đông và Bắc Phi, các luật kết hôn nạn nhân hiếp dâm được thông qua trong thời kỳ độc lập sau thời thuộc địa của họ vào giữa thế kỷ 20. Nguồn gốc của các luật này được bắt nguồn từ luật đế quốc Ottoman và luật thực dân ở châu Âu (Pháp và Anh).
Luật kết hôn nạn nhân hiếp dâm phổ biến khắp thế giới cho đến vài thập kỷ trước, bao gồm cả ở các nước phương Tây (luật này tồn tại ở Ý cho đến năm 1981 và Pháp cho đến năm 1994). Cho mãi đến năm 1997, 15 nước ở châu Mỹ Latinh có luật kết hôn nạn nhân hiếp dâm. Vào tháng 7 năm 2017, luật kết hôn nạn nhân hiếp dâm vẫn tồn tại - nhưng đang bị thách thức - tại Algeria, Bahrain, Iraq, Kuwait, Libya, Philippines, Syria và Tajikistan.
Việc ép buộc các nạn nhân của cuộc cưỡng hiếp kết hôn với kẻ hiếp dâm họ vẫn tiếp tục ở nhiều quốc gia trên thực tế, nơi luật pháp cho phép điều này đã bị bãi bỏ. Đây là trường hợp, ví dụ, ở Ethiopia, nơi hôn nhân bằng cách bắt cóc vẫn còn phổ biến mặc dù nó là bất hợp pháp theo Bộ luật hình sự năm 2004. Ở Afghanistan, trong khi chính thức là không có luật, "trên thực tế nó không phải là chuyện không thường xảy ra khi một vụ truy tố bị hủy bỏ nếu thủ phạm / gia đình ông ta hứa kết hôn." 

## Quốc tế

### Lebanon
Vào tháng 12 năm 2016, tổ chức phi chính phủ Lebanon Abaad MENA phát động chiến dịch "Áo đầm trắng không che đậy sự hiếp dâm" nhằm xóa bỏ Điều 522 của Luật hình sự Lebanon, được đặt cho cái tên là "luật hiếp dâm " Chiến dịch bao gồm các cuộc phản đối đường phố, hashtag # Undress522 trong các phương tiện truyền thông xã hội và video của một phụ nữ bị hãm hiếp bầm tím biến thành một cô dâu. Một tháng trước khi bắt đầu chiến dịch, tổ chức phi chính phủ này  thực hiện một kế hoạch toàn quốc nhằm nâng cao nhận thức về bài viết mà chỉ có 1% dân số Lebanon hiểu rõ. Trong những tuần đầu tiên của chiến dịch, những người có ảnh hưởng đã bày tỏ sự ủng hộ của họ đối với phong trào chống lại Điều 522, như Thủ tướng Saad Hariri, người đã bày tỏ trong tài khoản twitter của mình.
Năm 2017, Lebanon bãi bỏ Điều 522.

### Malaysia
Malaysia không có luật kết hôn hiếp dâm nào, nhưng gần như là có do phán quyết của tòa án vào năm 2015-16. Tòa án hình sự địa phương xử một người đàn ông bị buộc tội tội danh 2 lần hiếp dâm trẻ vị thành niên là một cô gái 14 tuổi từ Petra Jaya ở Malaysia thuộc Borneo vào tháng 10 năm 2015 thoát khỏi hình phạt vì anh ta tuyên bố đã kết hôn với nạn nhân của mình Phán án này đã bị Tòa án Tối cao ở Sabah và Sarawak bác bỏ trong tháng 8 năm 2016 sau khi các cuộc biểu tình quy mô lớn lập luận rằng, đây sẽ là một tiền lệ nguy hiểm cho những kẻ hiếp dâm trẻ em trốn tránh hình phạt.

### Peru
Vào năm 1999, một cuộc cải cách về luật pháp đã bãi bỏ một ngoại lệ hôn nhân, theo đó nếu thủ phạm đưa ra đề xuất kết hôn và nếu người bị xúc phạm / nạn nhân chấp nhận, những cáo buộc về hành hung tình dục sẽ bị thu hồi, kể từ năm 1991, cũng có lợi cho các bị cáo trong cùng cáo buộc. Năm 1999, Quốc hội Peru đã cải tổ luật này, bãi bỏ điều khoản miễn trừ.